# コーロングループ

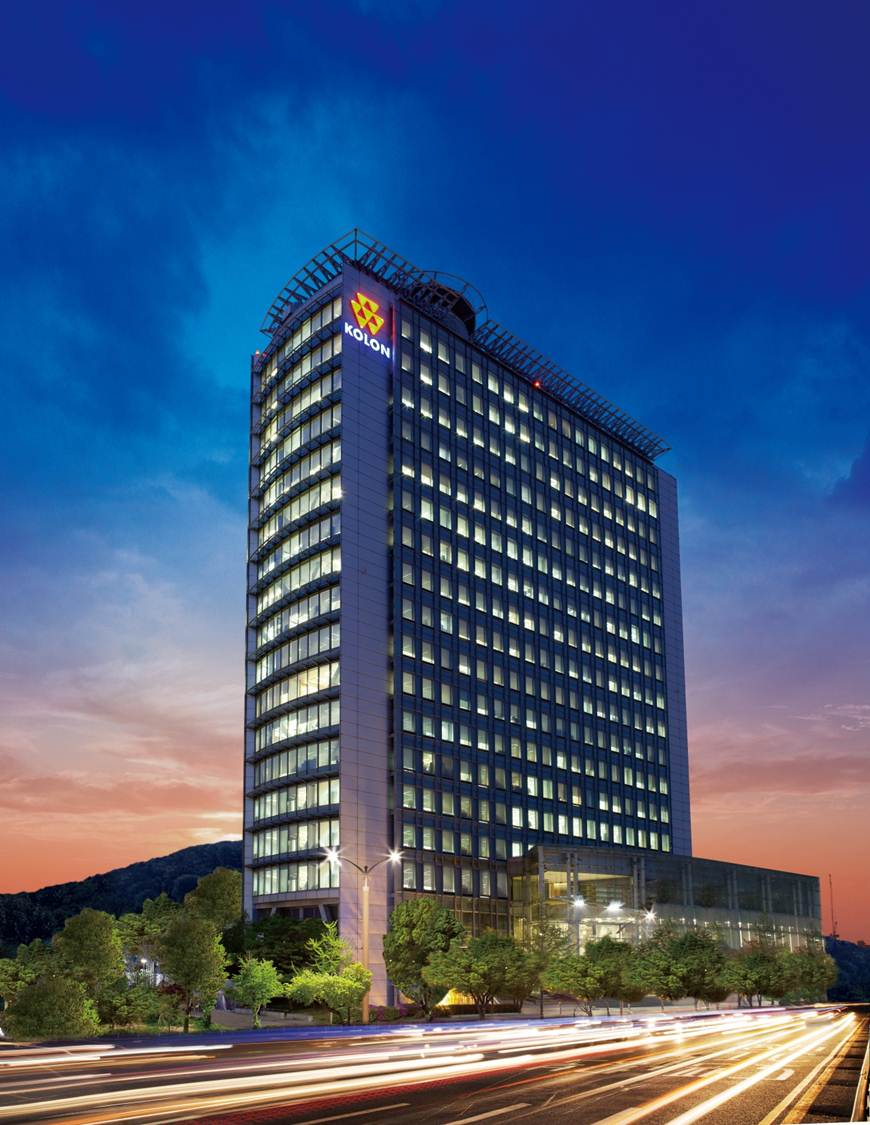
コーロン本社

コーロングループ（朝鮮語: 코오롱그룹）は、韓国の財閥の一つである。会長は李雄烈。

## 概要
1954年に李源萬、李源千兄弟により設立された繊維貿易商・開明商事を基として、1957年4月12日に韓国ナイロン(Korea Nylon)が設立。日本から輸入したナイロン糸の布地加工からナイロン原糸の製造・更にはポリエステルなどの化学繊維全般へと進出し、その利益を元に事業を展開。現在では、繊維業だけではなく、化学、素材、バイオテクノロジー、建設、流通に至るまで拡大し、大規模な企業グループ（財閥）へ成長した。
2021年現在、36の子会社を擁し、資産総額約92億ドル、韓国第40位の財閥である。

## 主な構成企業
- コーロン
- コーロンインダストリー
- コーロングローバル
- ケンブリッジコーロン
- コーロンアイネット
- コーロン生命科学